# Challenger de Nottingham 2017

El torneo Aegon Open Nottingham 2017 es un torneo profesional de tenis. Pertenece al ATP Challenger Series 2017. Se disputó su 1.ª edición sobre superficie césped, en Nottingham, Reino Unido entre el 12 y el 18 de junio de 2017.

## Jugadores participantes del cuadro de individuales
| Favorito | País                    | Jugador         | Rank1 | Posición en el torneo |
| -------- | ----------------------- | --------------- | ----- | --------------------- |
| 1        | Bandera del Reino Unido | Dan Evans       | 55    |                       |
| 2        | Bandera de Rumania      | Marius Copil    | 94    |                       |
| 3        | Bandera de Israel       | Dudi Sela       | 100   |                       |
| 4        | Bandera de Italia       | Thomas Fabbiano | 103   |                       |
| 5        | Bandera de Japón        | Go Soeda        | 111   |                       |
| 6        | Bandera de Barbados     | Darian King     | 116   |                       |
| 7        | Bandera de Italia       | Luca Vanni      | 121   |                       |
| 8        | Bandera de Ucrania      | Illya Marchenko | 122   |                       |

- 1 Se ha tomado en cuenta el ranking del 29 de mayo de 2017.

### Otros participantes
Los siguientes jugadores recibieron una invitación (wild card), por lo tanto ingresan directamente al cuadro principal (WC):
- Liam Broady
- Jay Clarke
- Brydan Klein
- Cameron Norrie

Los siguientes jugadores ingresan al cuadro principal tras disputar el cuadro clasificatorio (Q):
- Ričardas Berankis
- Lloyd Glasspool
- Sam Groth
- John-Patrick Smith

## Campeones

### Individual Masculino
- derrotó en la final a  ,

### Dobles Masculino
- /   derrotaron en la final a   /  ,